# Jeanne Granès
Jeanne Granès (née Jeanne Marie Louise Chartier à Paris le 11 juin 1870 et morte à Paris le 22 mars 1923) est une artiste peintre, dessinatrice et lithographe française, qui fut essentiellement portraitiste, enseignante et une militante féministe.

## Biographie
Née dans le 9e arrondissement de Paris le 11 juin 1870, Jeanne Chartier fut élève d'Adolphe Guillon (1829-1896) et d’Émile Daumont (1834-1921). Elle rejoint la Société des artistes français en 1892.
Elle participe en octobre 1897 à la première exposition des artistes lithographes français qui se tient Salle populaire des beaux-arts, rue de la Grange-Batelière à Paris : sur 59 exposants, elle est remarquée par le journal L'Aurore. Le 13 juin 1898, l’État lui achète 10 lithographies composées d'après Les Voleurs et l'âne, une suite d'Honoré Daumier. Sa lithographie « L'Aïeule », inspirée d'un texte de Jean Kervadec, est reproduite dans L'Estampe moderne du 23 mars 1899. En 1900, pour l'Exposition universelle, elle reçoit la médaille de bronze.
Le 15 mars 1901, elle est nommée officier d'académie et peut enseigner l'art. On la retrouve ainsi en 1909, donnant des conférences sur les monuments de Paris, à l'association Marcelin Berthelot, située rue du Cardinal Lemoine. Cette même année elle réalise une affiche pour le syndicat d'initiative de Nîmes. En mai, elles expose au Salon des artistes français et reçoit la médaille de troisième classe pour ses gravures.

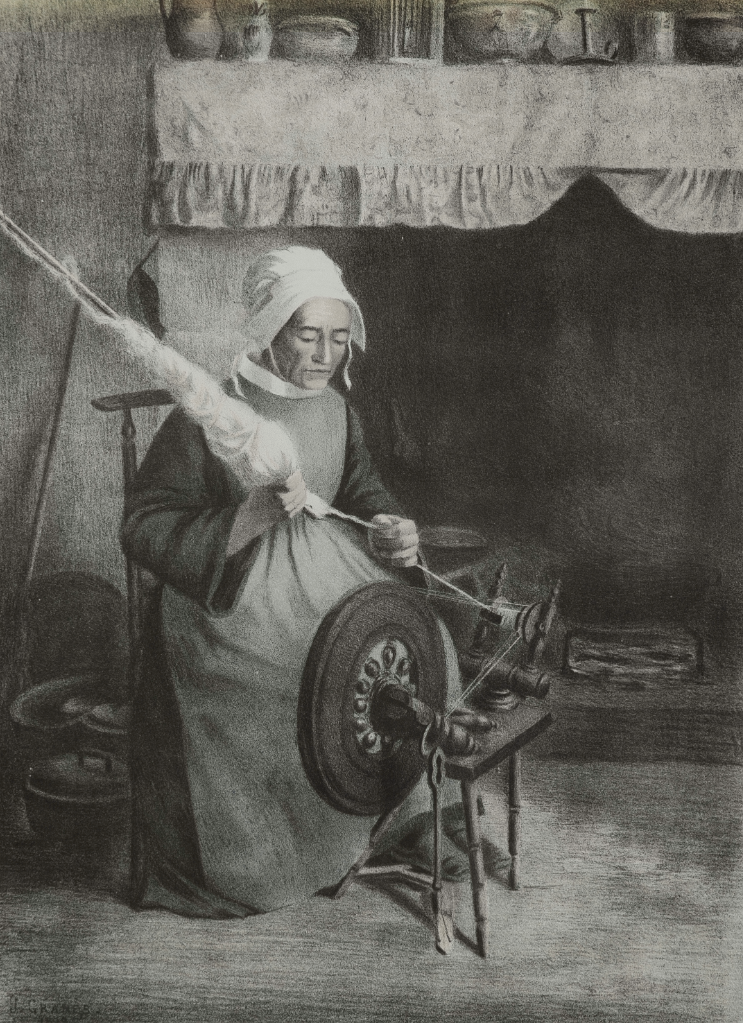
L'Aïeule, lithographie reproduite dans L'Estampe moderne (1899).

Le 1er octobre 1910, elle ouvre une académie de peinture à son nom à Alger, rue Changarnier, non loin de la villa Abd-el-Tif, où elle accueille en parrain le peintre Georges Rochegrosse pour des ateliers. On y pratique outre le dessin, le travail sur cuir et métaux.
Le 7 août 1913, elle épouse à Paris en secondes noces Élie Barrau, fonctionnaire au ministère de l'Intérieur : L'Écho d'Alger rapporte que son école est très appréciée par la communauté algéroise. Cette année-là elle expose au Salon des peintres orientalistes.
Peu avant la Première Guerre mondiale, elle doit quitter Alger, en butte à une série de calomnies visant son « féminisme, son engagement social et son fort caractère », reflet de ses articles publiés dans les Annales africaines où elle affirmait que la femme a les mêmes droits que l'homme : découragée, elle remonte sur Paris où elle est signalée comme exerçant son métier en 1916. Elle n'a pas renoncé au militantisme puisqu'elle se rapproche de Colette Reynaud et Louise Bodin, directrice de La Voix des femmes, revue hebdomadaire socialiste féministe et pacifiste fondé en 1917 et qui disparut en 1921. Jeanne, à partir de 1919, semble se rapprocher du périodique Le Populaire, « journal-revue hebdomadaire de propagande socialiste et internationaliste », dont elle vend les cartes et calendriers illustrées à son atelier parisien situé 42 rue Mazarine ; elle est également proche du quotidien L'Humanité et peut-être rejoint-elle le Parti communiste français, à l'instar de Bodin. En 1922, elle forme le vœu de revenir à Alger.
Jeanne Granès meurt dans le 16e arrondissement de Paris le 22 mars 1923, à la suite d’une opération chirurgicale. Elle est incinérée, selon ses vœux, sans fleurs ni couronnes au columbarium du Père-Lachaise.

## Œuvres répertoriées
- Portrait de Mme de Graffigny, huile, 1896, musée des beaux-arts de Nancy
- Nîmes, station hivernale, syndicat d'initiative, d'après Hubert Robert, affiche lithographiée, 110 × 90 cm, Paris, impr. Établissements Minot, 1909 (Paris, Cabinet des estampes, BnF)
- La Marseillaise, huile, d'après Isidore Pils, 1909, mairie de Villenauxe-la-Grande
- Printemps des cœurs, huile, 1911-1912, Brest
- La Plage de Villers, huile, 1916, préfecture de Châlons-en-Champagne
- Portrait de Marcello Fabri, s.d.
- Portrait d'Émile Daumont, son ancien maître, huile sur bois, 1906, (musée de Melun)[11].